# Bodega Ridge Park
Bodega Ridge Park är en park i Kanada.   Den ligger i Capital Regional District och provinsen British Columbia, i den sydvästra delen av landet, 3 600 km väster om huvudstaden Ottawa. Bodega Ridge Park ligger 123 meter över havet. Den ligger på ön Galiano Island.
Terrängen runt Bodega Ridge Park är varierad. Närmaste större samhälle är North Cowichan, 17,0 km sydväst om Bodega Ridge Park. 